# کلاگ (آیووا)
کلاگ (به انگلیسی: Kellogg) شهری در ایالت آیووا کشور ایالات متحده آمریکا است که جمعیت آن در سرشماری سال ۲۰۱۰ میلادی، ۵۹۹ نفر بوده‌است.